# Scopiorinus impressopunctatus
Scopiorinus impressopunctatus är en insektsart som beskrevs av Max Beier 1960. Scopiorinus impressopunctatus ingår i släktet Scopiorinus och familjen vårtbitare. Inga underarter finns listade i Catalogue of Life.